# HD227257
HD227257 — хімічно пекулярна зоря спектрального класу
A4 й має видиму зоряну величину в смузі V приблизно 10,2.